# Casabianca, Haute-Corse
Casabianca är en kommun i departementet Haute-Corse på ön Korsika i Frankrike. Kommunen ligger i kantonen Fiumalto-d'Ampugnani som tillhör arrondissementet Corte. År 2022 hade Casabianca 121 invånare.

## Befolkningsutveckling
Antalet invånare i kommunen Casabianca
Referens:INSEE